# Правители Смутного времени
Годы с 1604 по 1618 известны в исторической литературе под названием эпохи Смутного времени или времени нашествия самозванцев. Царь Федор Иванович, последний из оставшихся в живых сыновей Ивана Грозного, умер 7 января 1598 года бездетным. Его смертью закончилась династия Рюриковичей, правивших Русью более 700 лет. На российский престол 22 февраля 1598 года взошел представитель боярского рода, Борис Фёдорович Годунов, родной брат царицы Ирины Фёдоровны, жены царя Фёдора Ивановича.

## Борис Годунов
Царствование Бориса Годунова сопровождалось большими потрясениями для России. В 1601—1603 годах страну поразил жестокий голод в связи с трёхлетним неурожаем. Из-за извержения вулкана Уайнапутина лето 1601 года выдалось исключительно сырым. Дожди лили так часто, что по словам монаха-бытописателя Авраамия Палицына, все «человецы в ужас впадоша». В середине августа было резкое похолодание, что погубило всю растительность. Старых запасов хлеба хватило лишь на скудное пропитание до весны и на новый посев. Но семена не взошли, залитые сильными дождями. Новый неурожай принес «глад великий…мроша людие, как и в поветрие моровое не мроша…».Царь Борис Годунов принимал ряд мер для уменьшения голода. Он издал указ, которым устанавливал предельную цену на продажное зерно, а уездным воеводам приказал выдавать хлеб неимущим людям из городовых осадных запасов. Голодные люди устремились в уездные города. Но хлеба на всех не хватало. Особенно много ходоков за хлебом устремилось в столицу. Царь Борис приказал оделять голодных людей по «денежке» в день, на которую в Москве можно было купить треть фунта хлеба. Но и в Москве хлеба на всех прибывших не хватало. Тела умерших от голода сотнями валялись на улицах. За два года и четыре месяца в Москве было схоронено 127000 умерших.
Памятный в русском народе голод 1601—1603 годов не прошел бесследно для народного сознания. «Быть беде», — говорили в народе. И она пришла. В 1603 году под Москвой вспыхнуло восстание бедняков во главе с Хлопко Косолапа. Войскам Годунова с трудом удалось его подавить.

## Фёдор II Годунов
Царствование Фёдора — второе по краткости в истории России. После смерти своего отца, Бориса Годунова он продолжил войну с Лжедмитрием I и положился на семейство Басмановых, но не смог остановить самозванца. Вскоре люди Лжедмитрия въехали в Москву и убили Фёдора и его мать.
Во время своего царствования создал первую карту России.

## Лжедмитрий I
В конце 1604 года на Руси объявился претендент на царский престол — Самозванец, по официальной версии-бывший инок Чудова монастыря в Москве, Григорий Отрепьев. Объявив себя спасшимся царевичем Дмитрием, он, при содействии польского короля Сигизмунда III, вступил на землю русскую. Лжедмитрий I с отрядом поддержки беспрепятственно дошел до Новгорода Северского, но был остановлен войсками царя Бориса под командованием князей Трубецкого и Петра Басманова. 
13 апреля 1605 Борис Годунов умер, и Москва присягнула в верности его сыну Фёдору II. Примеру её последовали многие города России. Но Пётр Басманов со своими единомышленниками встал на путь измены и, прибыв в Путивль, поклялся в верности Лжедмитрию I, назвав его царем. Почувствовав столь мощную поддержку, Самозванец отправил жителям Москвы грамоту, в которой уверял их в своей милости. Москва, а с ней и другие города, признали Григория Отрепьева сыном Ивана Грозного и присягнули новому царю. При этом московская чернь вторглась во дворец Годуновых, убила Федора Годунова и его мать, Марию Григорьевну. Дочь Бориса Годунова, Ксению, бояре заставили уйти в монастырь. Тело же Бориса Годунова извлекли из могилы в церкви святого Михаила и захоронили вместе с телами жены и сына в обители святого Варсонофия на Сретенке (ныне Сретенский монастырь).
Лжедмитрий I торжественно прибыл в Москву и, став царем московским, женился на Марине Мнишек, дочери польского воеводы Мнишека Сандомирского, установив во дворце польские обычаи и порядки, не соблюдая русских традиций и отвергнув православную веру. Москвичи в течение года терпели бесчинства Григория и его окружения, и 17 мая 1606 года в результате боярского заговора он был убит. Убит был и изменник Петр Басманов в этом же году.

## Василий Шуйский
По предложению боярской Думы новым царем выкликнули князя Василия Ивановича Шуйского годы правления (1606-1610) потомка великих князей Суздальско-Нижегородских, и 1 июня 1606 года он был венчан на царство. Однако ожидаемого спокойствия в стране не наступило.
После избрания верховым боярством царем князя Василия Шуйского, менее знатное, среднее боярство, к которому примкнуло столичное дворянство, приказные дьяки, а также провинциальное дворянство (городовые дворяне и дети боярские), было недовольно его избранием и восстало против него. Недовольство это было вызвано тем, что вопреки принятому в то время порядку, Шуйский был возведен на престол не «по приговору всей земли», то есть не Земским собором, в котором принимали участие все сословия российского общества, а лишь кучкой знатных бояр и толпой преданных ему москвичей. Первым против Шуйского поднялся князь Григорий Шаховской, высланный Шуйским воеводой в Путивль. Его поддержало местное дворянство, к которому примкнули и неслужилые низшие классы населения, тягловые и нетягловые. Они-то и были, сначала, главной опорой восставшего дворянства. Впоследствии эти классы будут выступать уже отдельно от всех, направив свои враждебные действия как против боярства, так и против дворянства. Таковым был, например, Иван Болотников и примкнувшие к нему посадские люди, беглые крестьяне и холопы, казацкая «вольница».
Иван Болотников примкнул к князю Шаховскому в сентябре 1606 года. Тот дал ему отряд в 12000 человек и направил под Москву. По пути к Москве к отряду Болотникова присоединился веневский дворянин Истома Пашков с отрядом и рязанские дворяне братья Ляпуновы, Захар и Прокопий, тоже с отрядом. Идя к Москве, Болотников повсюду разносил весть, что сам лично видел спасшегося царя Дмитрия Иоанновича и тот назначил его главным воеводой по освобождению Москвы и смещению с престола царя Василия Шуйского. Города, через которые проходил Болотников, поддерживали его, помогая припасами и подкреплением. Не поддержала только Коломна, которая в отместку была безжалостно разграблена его войском. Пытаясь остановить Болотникова, Шуйский направил против него князей Юрия Трубецкого и Ф. И. Мстиславского. Но безуспешно. Войско Болотникова 22 октября 1606 года заняло село Коломенское в семи верстах от Москвы. Здесь он построил острог и начал рассылать по Москве и окрестным городам грамоты, призывая народ целовать крест якобы спасшемуся государю Дмитрию Иоанновичу. Шуйский тем временем укреплял Москву и собирал подмогу из дворян и детей боярских. Между тем в войске Болотникова начались разногласия. Сначала из войска вышли братья Ляпуновы с отрядом, а затем и Истома Пашков. Они были военачальниками над дворянами и детьми боярскими, в то время как Болотников командовал холопами, беглыми крестьянами и всякого рода людьми самого низкого сословия.
Узнав об ослаблении войска Болотникова, царь Шуйский стал часто тревожить его набегами посылаемых им отрядов. Болотников был вынужден отступить от Москвы и занять Калугу. Тем временем к Шаховскому присоединился новый самозванец, Лжепётр, якобы сын царя Федора Иоанновича, с отрядом волжских и терских казаков. Шаховской направил его занять Тулу, а позднее и сам присоединился к нему. На помощь Болотникову он послал отряд князя Телятевского, который разбил под Калугой в начале мая 1607 года войска воевод царя Шуйского, князей Татева и Черкасского. Вырвавшись из осады, Болотников со своим отрядом тоже ушел в Тулу. Здесь следует сказать, что при появлении нового самозванца, Лжепетра, Болотников стал склонять народ на его сторону, так как Лжедмитрий II в России в это время так и не появился. Объявился он, как известно из исторической литературы, только в июне 1607 года в Стародубе, а к сентябрю 1607 года у него уже был отряд в 3000 человек. Таким образом, в России с середины июня до середины октября 1607 
года одновременно действовали два самозванца — Лжепётр и Лжедмитрий II. 30 июня 1607 года царь Шуйский взял в осаду своими войсками Тулу. Осада длилась больше трех месяцев и 10 октября Тула была взята. Шуйский жестоко расправился с бунтовщиками. Ивану Болотникову выкололи глаза, и он был утоплен, Лжепетра повесили, а князя Шаховского сослали в пустынь на Кубенское озеро.
Объявив себя в июне 1607 года новым претендентом на российский престол, Лжедмитрий II к июню 1608 года сильно упрочил своё положение и подошёл к Москве. Но Москву взять ему не удалось. И он был вынужден остановиться в селе Тушино, в двенадцати километрах от Москвы, за что получил прозвище «тушинский вор». И нужно сказать, что в этот период многие города России признали Лжедмитрия II. И только Троице-Сергиев монастырь, города Коломна, Смоленск, Переяславль-Рязанский, Нижний Новгород и ряд сибирских городов остались верными царю Шуйскому. Русские войска под предводительством родственника царя, князя Михаила Васильевича Скопина-Шуйского, совместно со шведами изгнали поляков из Пскова и других городов и в октябре 1609 года подошли к Москве. Освободив Александровскую слободу, Скопин-Шуйский вынудил приспешника Самозванца, гетмана Сапегу, снять осаду Троице-Сергиевого монастыря. В это же время польский король Сигизмунд III вторгся в пределы России и осадил Смоленск, приглашая к себе на службу всех поляков и всех желающих из лагеря Самозванца. Многие отряды, служившие Самозванцу, покинули его, и Лжедмитрий II вынужден был бежать в январе 1610 года из Тушина в Калугу, где он был убит впоследствии в декабре 1610 года князем Петром Урусовым.

## Семибоярщина
Польский король Сигизмунд III решил изменить тактику захвата Москвы и России. Весной 1610 года он направил гетманов Жолкевского и Сапегу с войсками к Москве, которую те и окружили. Скопин-Шуйский не смог препятствовать им, так как был отравлен в апреле 1610 года на пиру своими завистниками. Шведы же перед этим бросили русские войска и, ограбив Ладогу, ушли в Швецию. Гетманы тайно послали Московским боярам письмо, в котором написали, что они пришли с намерением остановить напрасное кровопролитие. И предложили боярам вместо царя Шуйского избрать на русский престол сына Сигизмунда III, королевича Владислава, который, по их словам, охотно примет и православную веру. Такую же грамоту прислал боярам и король Сигизмунд III. Большинство московских бояр и часть москвичей поколебались в преданности царю Шуйскому, и в июле 1610 года он был низложен, насильственно пострижен в монахи и отправлен в Чудов монастырь.
В сентябре 1610 года москвичи пустили в столицу войско гетмана Жолкевского, который, установив в Москве свою власть в лице Семибоярщины, завладел московскою казною и царскими сокровищами.
После низложения царя Шуйского на российский трон имели виды сразу несколько претендентов: Лжедмитрий II, который хоть и лишился многих своих сторонников, но надежды на престол не терял; польский королевич Владислав, выкликнутый на царство боярской Думой и частью москвичей; польский король Сигизмунд III, имевший тайную мысль самому стать российским царем.

## Ополчения
Первоначально и сам патриарх Гермоген был склонен к согласию на избрание московским царём Владислава, при условии принятия королевичем православной веры и соблюдения всех российских обычаев. Однако, обнаружив замыслы Сигизмунда и увидев в этом опасность порабощения России и погибели православной веры, Гермоген не внимая ни убеждениям боярской Думы, ни угрозам поляков, освободил москвичей от присяги Владиславу и проклял его и короля. С этого же времени он начал писать и делать воззвания к верным сынам России, призывая их постоять за православие и Отечество.

## Конец Смутного времени и его значение
Смутное время длилось еще более двух лет, вплоть до 21 февраля 1613 года, когда на Земском соборе 1613 года был избран новый российский царь, юный Михаил Федорович Романов. А перед его избранием произошел ряд важнейших исторических событий, таких как: организация и поход на Москву первого и второго народных ополчений для освобождения её от иноземных захватчиков; созыв Земского собора 1613 года и проведённая на нём огромная организационная работа князя Пожарского по выбору нового российского царя.
По мнению историка XIX века В. О. Ключевского, Смутное время позволило выявить два коренных недостатка, которыми страдал московский государственный порядок. Во-первых, обнаружилось несоответствие политических стремлений и притязаний московского боярства характеру верховной власти и народному взгляду на неё. Боярство хотело ограничить верховную власть, а по народному взгляду она должна была быть неограниченною. Во-вторых, выявилось тяжелое и неравномерное распределение государственных обязанностей между классами общества, которое не оставляло места ни личным, ни сословным правам и приносило в жертву государству все частные интересы.
Под влиянием этих недостатков смута в своем развитии из решения династического вопроса перешла в социально-политическую борьбу низших классов общества против высших. Однако эта социально-политическая борьба не привела к распаду общества даже в условиях интервенции страны иноземными захватчиками и примкнувшей к ним казацкой «вольнице». Нашествие польско-литовских и казацких полчищ пробудило во всех социальных слоях общества чувство национального и религиозного единства. Закончилось же Смутное время борьбой и победой всего российского земского сообщества над иностранными интервентами и их поборниками.